# 30 сентября
30 сентября — 273-й день года (274-й в високосные годы) по григорианскому календарю.
До конца года остаётся 92 дня.
До 15 октября 1582 года — 30 сентября по юлианскому календарю, с 15 октября 1582 года — 30 сентября по григорианскому календарю.
В XX и XXI веках соответствует 17 сентября по юлианскому календарю.

## Праздники и памятные дни
См. также: Категория:Праздники 30 сентября

### Международные
- ООН — Международный день перевода[2].

### Национальные
- Республика Абхазия — День независимости.
- Ботсвана — День независимости.
- Канада — Национальный день истины и примирения[3].
- Украина — Всеукраинский день библиотек[4].

### Религиозные
Православие
 — Память мучениц Веры, Надежды, Любови и матери их Софии (около 137 года);
 — память преподобномучеников Павла (Моисеева), Феодосия (Соболева), архимандритов, Никодима (Щапкова) и Серафима (Кулакова), иеромонахов (1918 год);
 — память преподобномученицы Ирины Фроловой, послушницы (1931 год);
 — память мученика Иоанна Короткова (1941 год);
 — память преподобномученицы Александры Хворостянниковой, послушницы (1943 год);
 — память мученицы Феодотии (около 230 года) и Агафоклии;
 — память мучеников 156-ти: Пелия и Нила, епископов Египетских, Зинона пресвитера, Патермуфия, Илии и иных (310 год);
 — память святителя Иоакима (Пани), патриарха Александрийского (1567 год);
 — празднование Цареградской иконы Божьей Матери (1071 год);
 — празднование Макарьевской иконы Божьей Матери (1442 год).

### Именины
- Православные: Вера, Зенон, Илья, Любовь, Мирон, Надежда, Нил, Софья[9]. См. также Вера, Надежда, Любовь.

## События
См. также: Категория:События 30 сентября

### До XIX века
- 1139 — землетрясение в Гяндже (ныне территория Азербайджана), жертвами которого стали 230 тысяч человек.
- 1399 — Генрих IV провозглашён королём Англии.
- 1452 — в Майнце Иоганном Гутенбергом напечатана первая книга — Библия.
- 1630 — вынесен приговор первому преступнику в Америке — Джону Биллингтону[англ.]; он был повешен за убийство.
- 1791 — в Вене состоялась премьера последней оперы В. А. Моцарта «Волшебная флейта».
- 1799 — бой при Гларусе во время Швейцарского похода Суворова.
- 1800 — подписан Морфонтонский мирный договор между Первой Французской республикой и Соединёнными Штатами Америки[10].

### XIX век
- 1809 — в Форт-Уэйн США подписали договор с индейцами, которые уступали 3 миллиона акров своей земли.
- 1813 — начал работу первый Конгресс Парагвая.
- 1846 — в Чарлтоне (США, штат Массачусетс) доктором Уильямом Мортоном впервые вырван зуб с использованием анестезии — диэтилового эфира.
- 1882 — в американском городке Эпплтон (штат Висконсин) на реке Фокс заработала первая в мире гидроэлектростанция, раздающая электричество множеству потребителей (по системе Эдисона). Динамо-машина, приводимая в движение водяным колесом, вырабатывала мощность 12,5 кВт. Построенная владельцем бумажной фабрики Роджерсом, она могла освещать его дом, фабрику и соседние строения.
- 1888 — неустановленный убийца совершает двойное убийство в лондонском районе Уайтчепел.

### XX век
- 1901 — во Франции вводится обязательная регистрация автомобилей, которые могут достигать скорости более 36 км/ч.
- 1902 — запатентован искусственный шёлк (вискоза).
- 1906 — в Париже дан старт первым международным состязаниям на воздушных шарах, наполненных горячим воздухом. На следующий день победителем стал лейтенант американской армии Фрэнк Лам, приземлившийся в английском городке Уитби (графство Йоркшир).
- 1908 — на сцене МХАТа впервые поставлена «Синяя птица» Мориса Метерлинка.
- 1916 — Ян Нагурский на гидросамолёте М-9 выполнил «мёртвую петлю».
- 1928
  - Английский микробиолог Александр Флеминг объявил об изобретении им пенициллина.
  - В «Правде» опубликована статья Н. Бухарина «Заметки экономиста» с критикой экономической политики Сталина.
- 1929
  - Английская служба «Би-би-си» впервые провела телетрансляцию.
  - Во Франкфурте-на-Майне немецкий автоконструктор Фриц фон Опель, внук знаменитого Адама Опеля, совершил полёт на планере с ракетными двигателями. За 75 секунд полёта он преодолел расстояние свыше 3 км.
- 1935 — в Бостоне состоялась премьера оперы Джорджа Гершвина «Порги и Бесс».
- 1938 — подписано Мюнхенское соглашение между Германией, Великобританией, Францией и Италией о передаче Судетской области Германии.
- 1939 — Игнаций Мосцицкий передал в Румынии пост президента Польши Владиславу Рачкевичу.
- 1941
  - Начало операции «Тайфун» (немецкого наступления на Москву).
  - Нацистами уничтожено гетто в Островно (Витебская область).
- 1948 — на ГМ-1 (прототип Ми-1) конструкции ОКБ М. Л. Миля (лётчик-испытатель М. К. Байкалов) была развита скорость в 100 км/час, а спустя некоторое время достигнут максимум — 170 км/час.
- 1954 — пройдя все испытания, в строй вступила первая атомная подводная лодка «USS Nautilus» (США).
- 1965
  - Установлены почётные звания «Заслуженный пилот СССР» и «Заслуженный штурман СССР».
  - Принял присягу президент Филиппин Фердинанд Маркос.
- 1971 — СССР и США в Вашингтоне заключили Соглашение о мерах по уменьшению опасности возникновения ядерной войны[11].
- 1980
  - Опубликована первая спецификация Ethernet.
  - В Израиле введена новая валюта — шекель.
- 1982 — создан Государственный камерный ансамбль «Виртуозы Москвы» под руководством скрипача Владимира Спивакова.
- 1984 — произошла стыковка западной и восточной ветвей БАМа.
- 1988 — в финале мужского баскетбольного турнира на Олимпийских играх в Сеуле сборная СССР обыграла команду Югославии (76:63)
- 1994
  - Верховный суд Канады постановил, что мужчина, обвинённый в сексуальном домогательстве, может использовать в качестве смягчающего обстоятельства факт своего опьянения.
  - Совет сотрудничества стран Персидского залива объявил о прекращении экономического бойкота Израиля (бойкот длился 46 лет).
- 1998 — академику Дмитрию Лихачёву вручена высшая награда России — Орден Святого апостола Андрея Первозванного номер 1.
- 1999 — Вторая чеченская война: российские федеральные войска вошли на территорию Чечни.

### XXI век
- 2005 — в датской газете Jyllands-Posten опубликованы карикатуры на пророка Мухаммеда, что вызвало т. н. «карикатурный скандал».
- 2007 — состоялись внеочередные парламентские выборы на Украине.
- 2009 — Комиссия ЕС пришла к заключению, что войну в Грузии начала Грузия, однако и Россию обвинили в неадекватном ответе и провоцировании конфликта[12].
- 2015 — началась военная операция России в Сирии.
- 2022
  - вторжение России на Украину: Россия аннексировала части Донецкой, Луганской, Запорожской и Херсонской областей Украины.
  - ВС РФ нанесли ракетный удар по гуманитарной колонне в Запорожье, в результате которого погибли 32 человека и не менее 86 было ранено.

## Родились
См. также: Категория:Родившиеся 30 сентября

### До XIX века
- 1207 — Джалаладдин Руми (ум. 1273), персидский поэт-суфий.
- 1707 — Пьетро Ротари (ум. 1762), итальянский художник-портретист, работавший в России.
- 1550 — Михаэль Мёстлин (ум. 1631), немецкий астроном и математик, наставник И. Кеплера.
- 1715 — Этьенн де Кондильяк (ум. 1780), французский философ, основоположник ассоциативной психологии.
- 1731 — граф Яков Сиверс (ум. 1808), российский государственный деятель, дипломат, один из учредителей Вольного экономического общества.
- 1758 — граф Александр Дмитриев-Мамонов (ум. 1803), российский генерал-адъютант, генерал-поручик, один из фаворитов Екатерины II.
- 1788 — Фицрой Джеймс Генри Сомерсет, 1-й барон Реглан (ум. 1855), британский фельдмаршал, имя которого вошло в историю моды.

### XIX век
- 1841 — Михаил Драгоманов (ум. 1895), украинский историк, критик, публицист, общественный деятель.
- 1861 — Уильям Ригли-младший (ум. 1932), американский промышленник, чья компания стала крупнейшим производителем жевательной резинки.
- 1862 — Георгий Конюс (ум. 1933), российский и советский музыковед, композитор и педагог.
- 1863 — Рейнхард Шеер (ум. 1928), германский военный деятель, адмирал.
- 1865 — Люсьен Леви-Дюрмэ (ум. 1953), французский художник-символист и гончар, представитель стиля модерн.
- 1870 — Жан Батист Перрен (ум. 1942), французский физик, лауреат Нобелевской премии (1926).
- 1875 — Сергей Сергеев-Ценский (ум. 1958), русский советский писатель, путешественник, академик АН СССР.
- 1882 — Ханс Гейгер (ум. 1945), немецкий физик, изобретатель счётчика уровня радиации.
- 1887 — Лиль Даговер (ум. 1980), немецкая актриса театра и кино.
- 1891 — Отто Шмидт (ум. 1956), советский писатель, математик, астроном, геофизик, полярник, главный редактор первой Большой советской энциклопедии, Герой Советского Союза.
- 1895 — Александр Василевский (ум. 1977), Маршал Советского Союза, начальник Генштаба, дважды Герой Советского Союза.
- 1900 — Николай Парийский (ум. 1996), советский геофизик, астроном, автор теории происхождения Солнечной системы.

### XX век
- 1905
  - Невилл Фрэнсис Мотт (ум. 1996), английский физик, лауреат Нобелевской премии (1977).
  - Генри Пирс (ум. 1976), австралийский гребец (академическая гребля), двукратный олимпийский чемпион в одиночках (1928 и 1932).
- 1906
  - Майкл Иннес (наст. имя Джон Иннес Макинтош Стюарт; ум. 1994), английский писатель, автор детективов.
  - Сесиль Такаишвили (ум. 1984), грузинская актриса театра и кино, народная артистка СССР.
- 1908 — Давид Ойстрах (ум. 1974), советский скрипач, дирижёр и педагог.
- 1913 — Роберт Александр Нисбет (ум. 1996), американский социолог.
- 1917
  - Юрий Любимов (ум. 2014), советский и российский театральный режиссёр, актёр, руководитель Театра на Таганке, народный артист России.
  - Пак Чон Хи (убит в 1979), генерал, президент Республики Корея (1963—1979).
  - Бадди Рич (Бернард Рич; ум. 1987), американский джазовый барабанщик, бэндлидер, композитор.
- 1921 — Дебора Керр (ум. 2007), английская актриса, лауреат премий «Золотой глобус» и «Оскар».
- 1922 — Владимир Монахов (ум. 1983), советский кинооператор и режиссёр, лауреат Ленинской премии.
- 1924 — Трумен Капоте (при рожд. Трумен Стрекфус Персонс; ум. 1984), американский писатель-прозаик, драматург, актёр.
- 1925
  - Вера Васильева (ум. 2023), актриса театра и кино, народная артистка СССР.
  - Генрих Малян (ум. 1988), армянский режиссёр театра и кино, народный артист СССР.
  - Аркадий Осташев (ум. в 1998), советский и российский инженер-механик, ведущий испытатель ракет и ракетно-космических комплексов ОКБ-1 НИИ-88 МОП.
  - Феликс Луна (ум. 2009), аргентинский писатель, поэт, музыкант юрист, журналист, историк и политик.
- 1927 — Юрий Каюров, актёр театра и кино, исполнитель роли Ленина в ряде фильмов, народный артист РСФСР.
- 1928 — Эли Визель (ум. 2016), американский и французский писатель и педагог, лауреат Нобелевской премии мира (1986).
- 1933 — Илья Кабаков (ум. 2023), советский и американский художник-концептуалист.
- 1935 — Витор Алвиш (ум. 2011), португальский государственный, политический и военный деятель, один из лидеров «Революции гвоздик».
- 1939 — Жан-Мари Лен, французский химик, основатель супрамолекулярной химии, лауреат Нобелевской премии (1987).
- 1943 — Иоганн Дайзенхофер, немецкий биофизик, лауреат Нобелевской премии по химии (1988).
- 1946 — Йохен Масс, немецкий автогонщик, пилот «Формулы-1».
- 1947 — Марк Болан (наст. имя Марк Фелд; погиб в 1977), английский рок-музыкант, певец, автор песен и гитарист, лидер группы T.Rex.
- 1950 — Лаура Эскивель, мексиканская писательница.
- 1953 — Анатолий Гуницкий, российский драматург, журналист, поэт, писатель; один из основателей рок-группы «Аквариум».
- 1961 — Эрик Штольц, американский актёр кино, телевидения и театра.
- 1962 — Франк Райкард, нидерландский футболист, чемпион Европы (1988), тренер.
- 1963 — Андрей Константинов (ум. 2023), российский журналист, писатель, сценарист.
- 1964 — Моника Беллуччи, итальянская актриса кино и телевидения, модель.
- 1967 — Сергей Чекрыжов, российский композитор, клавишник группы «Несчастный случай».
- 1973 — Рубен Волковиски, аргентинский баскетболист, олимпийский чемпион (2004).
- 1975 — Марион Котийяр, французская актриса, обладательница премий «Оскар», «Золотой глобус» и др.
- 1980
  - Данте Амарал, бразильский волейболист, олимпийский чемпион (2004) и трёхкратный чемпион мира (2002, 2006, 2010).
  - Мартина Хингис, швейцарская теннисистка, многократная победительница турниров Большого шлема, экс-первая ракетка мира.
- 1985 — Шина Шоу (наст. имя Саманта Энн МакЭлвейн), американская киноактриса и эротическая модель.
- 1986 — Оливье Жиру, французский футболист, чемпион мира (2018), лучший бомбардир в истории национальной сборной.
- 1989 — Лукас Хофер, итальянский биатлонист, призёр Олимпийских игр и чемпионатов мира.
- 1991 — Жоффре Ловернь, французский баскетболист, чемпион Европы (2013).
- 1994 — Алия Мустафина, российская гимнастка, двукратная олимпийская чемпионка (2012, 2016), трёхкратная чемпионка мира, 5-кратная чемпионка Европы.
- 1996 — О Сан Ук, южнокорейский фехтовальщик на саблях, олимпийский чемпион (2020), 4-кратный чемпион мира.
- 1997 — Макс Ферстаппен, нидерландский автогонщик, трёхкратный чемпион мира в классе «Формула-1».

## Скончались
См. также: Категория:Умершие 30 сентября

### До XX века
- 420 — Иероним Стридонский (р. ок. 342), церковный писатель, аскет, создатель канонического латинского перевода Библии.
- 1246 — Ярослав Всеволодович (р. 1190), великий князь киевский (1236—1238, 1243—1246) и владимирский (1238—1246).
- 1755 — Франческо Дуранте (р. 1684), итальянский композитор.
- 1876 — Эрминия Фуа-Фузинато, итальянская поэтесса, супруга Арнальдо Фусинато[итал.] (род. в 1834)[13].
- 1881 — Елизавета Безобразова (урождённая Маслова, р. 1836), русская писательница, жена академика В. П. Безобразова[14].
- 1897 — Фредерик Годфруа (р. 1826), французский филолог и историк литературы, журналист и педагог.

### XX век
- 1915 — Константин Маковский (р. 1839), русский художник.
- 1922 — Антонио Фаваро (р. 1847), итальянский математик, историк науки.
- 1943 — Наум Аронсон (р. 1873), лифляндский и французский скульптор и общественный деятель.
- 1948 — Василий Качалов (р. 1875), театральный актёр, народный артист СССР.
- 1955
  - Джеймс Дин (р. 1931), американский актёр.
  - Михаил Чехов (р. 1891), русский и американский актёр, театральный педагог и режиссёр, племянник А. П. Чехова.
- 1957 — Николай Комиссаров (р. 1890), советский актёр театра и кино, народный артист УССР.
- 1961 — Александр Брянцев (р. 1883), актёр, театральный режиссёр, основатель и руководитель (с 1921) первого в России театра для детей, народный артист СССР.
- 1970 — Николай Конрад (р. 1891), российский и советский востоковед, академик АН СССР.
- 1980 — Анатолий Кторов (р. 1898), актёр театра и кино, народный артист СССР.
- 1983 — Пётр Зайончковский (р. 1904), российский историк, источниковед, археограф и библиограф.
- 1985
  - Симона Синьоре (р. 1921), французская киноактриса.
  - Роберт Штильмарк (р. 1909), советский писатель и журналист.
  - Чарльз Фрэнсис Рихтер (р. 1900), американский физик и сейсмолог, разработавший шкалу для оценки силы землетрясений.
- 1990
  - Патрик Уайт (р. 1912), австралийский писатель.
  - Мишель Лейрис (р. 1901), французский поэт и эссеист.
- 1994 — Андре Львов (р. 1902), французский микробиолог, расшифровавший генетический код, нобелевский лауреат (1965).
- 1996 — Валентина Токарская (р. 1906), советская и российская актриса, народная артистка РФ.
- 1997 — Игорь Безродный (р. 1930), советский и российский скрипач, дирижёр, педагог.
- 1999
  - Дмитрий Лихачёв (р. 1906), советский и российский филолог, искусствовед, академик.
  - Николай Анненков (р. 1899), актёр Малого театра и кино, народный артист СССР.

### XXI век
- 2005 — Сергей Старостин (р. 1953), советский и российский лингвист, востоковед, полиглот.
- 2008 — Григорий Бонгард-Левин (р. 1933), советский и российский учёный-востоковед, индолог, академик.
- 2009 — Павел Попович (р. 1930), советский космонавт, Герой Советского Союза.
- 2013 — Рангел Вылчанов (р. 1928), болгарский кинорежиссёр, сценарист и актёр.
- 2014 — Мартин Льюис Перл (р. 1927), американский физик, лауреат Нобелевской премии (1995).
- 2016 — Джордж Баррис (р. 1922), американский фотограф и фотожурналист.
- 2017 — Андрей Меньшиков (р. 1945), советский и российский поэт, драматург и сценарист, соавтор более 100 песен.
- 2023 — Виталий Коняев (р. 1937), советский и российский актёр.

## Приметы
- Православный праздник в память Веры, Надежды, Любови и матери их Софии, как правило, ясный и тёплый.

Всесветные бабьи именины и девичьи посиделки. «Лоси-рогачи справляют по лету поминки».